# Serropalpus substriatus
Serropalpus substriatus là một loài bọ cánh cứng trong họ Melandryidae. Loài này được Haldeman miêu tả khoa học năm 1848.